# Катя Ріманн
Ка́тя Ханнхен Лені Рі́манн (нім. Katja Riemann; нар. 1963) — німецька акторка кіно та озвучення, співачка, композиторка, письменниця. Лауреатка 15-ти різноманітних кінопремій. Найвідоміші ролі — у фільмах «Відпадний препод» і «Він знову тут».

## Життєпис
Народилася 1 листопада 1963 року у селі Вайге, Нижня Саксонія, Німеччина.
У 1990—1998 роках перебувала у фактичному шлюбі з Пітером Заттманном. 3 серпня 1993 року народила дочку Паула Ембер Ромі Ріманн.

## Кар'єра
Знімається в кіно з 1988 року. 
У фільмі 1997 року «Comedian Harmonists» зіграла Марі, дружину вокаліста Романа Цицовського. 
За роль у фільмі «Розенштрассе» Ріманн отримала Кубок Вольпі на Венеційському кінофестивалі 2003 року.